# Мавзолей Ходжі Ахмеда Ясаві
Мавзолей Ходжі Ахмеда Ясаві (каз. Қожа Ахмет Ясауи кесенесі) — мавзолей на могилі поета і проповідника Ходжі Ахмеда Ясаві, розташований в місті Туркестані в Туркестанській області Казахстану. Є центральним об'єктом на території історико-культурного музею-заповідника «Хазрет-султан».

## Історія будівництва
Сучасний мавзолей був побудований на місці поховання суфійського поета Ходжі Ахмеда Ясаві який мав великий авторитет серед мусульман регіону і сильно вплинув на іслам у Середньої Азії. Він помер у 1166 (67) і був похований з великою честю в маленькому мавзолеї.

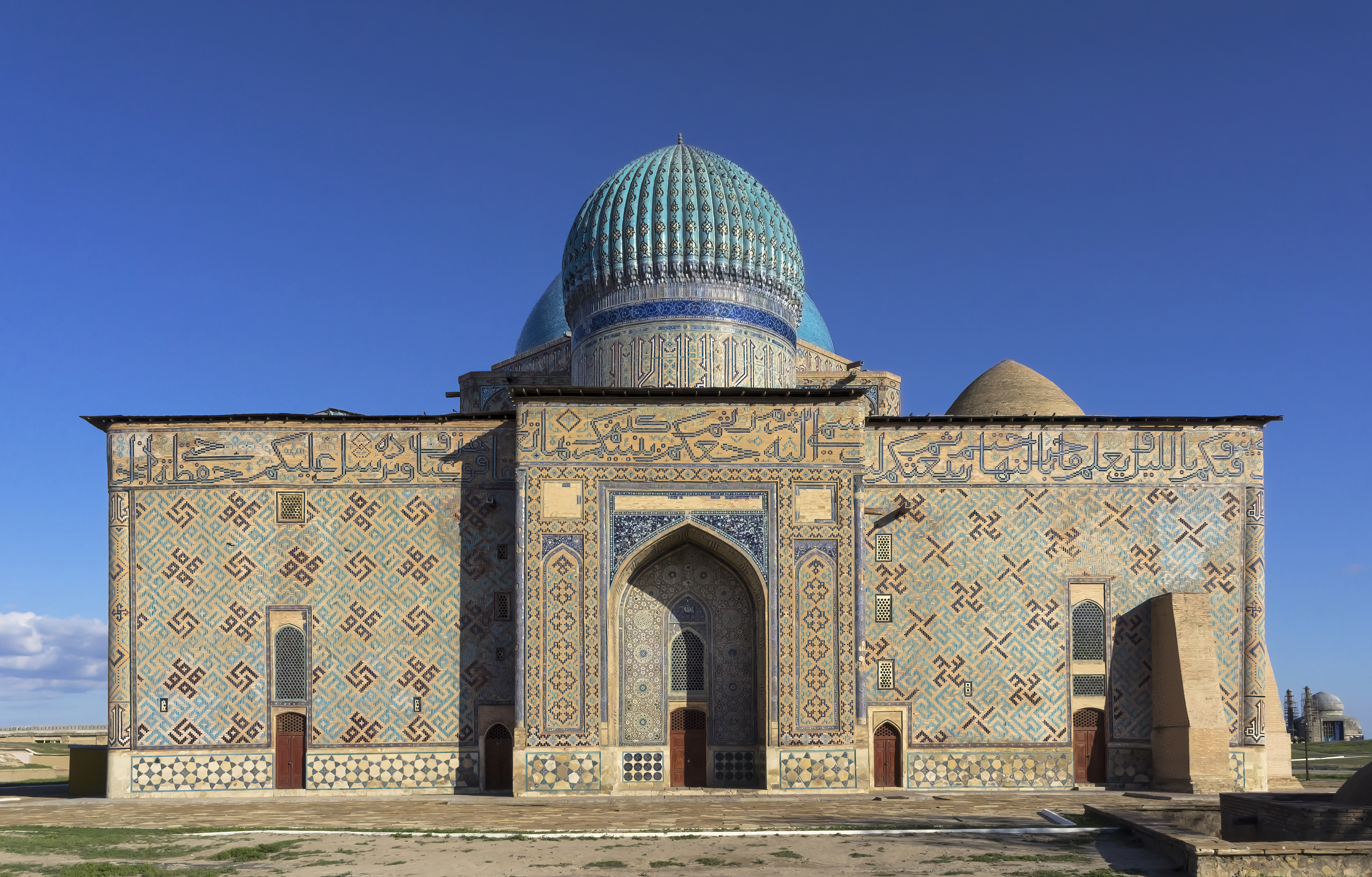
Мавзолей

Наявний тепер мавзолей був зведений через 233 роки після його смерті за наказом Тамерлана. 1395 року Тамерлан завдав поразки хану Тохтамишу, правителю Золотої Орди і спалив столицю орди Сарай-Берке. На честь цієї перемоги полководець вирішив побудувати новий, грандіозний меморіальний комплекс на місці старого мавзолею Ходжі Ахмеда Ясаві, який на той час дуже занепав. У цьому рішенні Тамерлан керувався як релігійними переконаннями, так і політичними цілями. Зводячи мавзолей на могилі шанованої людини, він стверджував свою владу і зміцнював свій авторитет серед кочівників степу. Деякі історики вважають, що Тамерлан взяв особисту участь у складанні проекту для майбутнього мавзолею і давав інструкції його будівельникам.
Тамерлан сам визначив основні розміри будівлі, зокрема, діаметр великого купола повинен був дорівнювати 30 гязам (одиниця міри довжини, дорівнює 60,6 см). Цим модулем (гязом) визначалися розміри всіх інших частин споруди. В указі Тамерлана містилися також рекомендації щодо деяких декоративних деталей будівлі та його внутрішнього оздоблення.
Ще 1385 року за наказом Тамерлана на місці могили Ясави було закладено монастир суфіїв, послідовників Ясави, але завершення будівництва мечеті припинилося відразу після його смерті в 1405 році. Після смерті Тамерлана недобудованим залишився лише вхідний портал.

План мавзолею

При спорудженні цієї будівлі перські зодчі застосовували ряд новаторських архітектурних і будівельних рішень, які були використані при зведенні Самарканда, столиці імперії Тимуридів. Сьогодні мавзолей є одним з найзначніших і добре збережених споруд тієї епохи.
За часів Казахського ханства, мавзолей був резиденцією казахських ханів.

## Особливості мавзолейного комплексу
Меморіальний комплекс Азрет-султан окрім самого мавзолею Ходжі Ахмеда Ясаві включає в себе безліч інших споруд побудованих поряд з ним у різні роки, а саме середньовічну лазню (монша), келія (хільвет) де жив Ясави після виконання йому 63 років, мавзолей правнучки Тамерлана і дочки астронома Улугбека Рабії-Султан бегім, мавзолей казахського хана Есіма, шільдехана і інші пам'ятники старовини, серед яких дивом збережений підземний будинок для роздумів Кумшік-ата. В цілому весь комплекс об'єктів іноді іменується як «історико-культурна резервація».
Мавзолей Ясаві складається з величезної, прямокутної будівлі (46,5x65,5 метрів) з порталами і куполами. Висота арочного порталу 37,5 метрів, висота головного купола 44 метри, діаметр 22 метри. Товщина зовнішніх стін — майже 2 метри, стіни центральної зали — 3 метри завтовшки. Будівля має велетенський вхідний портал і безліч куполів. Навколо центральної зали розташовано понад 35 приміщень. Двері усипальниці прикрашені чудовим різьбленням по слоновій кістці та дереву.
Мавзолей має один із найбільших цегляних куполів у Центральній Азії. Купол для мусульман був символом єдності і гостинності. Саме тому було приділено особливу увагу розміру і зовнішності купола.
Комплекс палаців і храмів є одним із найбільших, зведених в епоху Тимуридів. Над входом до будівлі добре зберігся напис, який говорить: «Це святе місце споруджено за велінням володаря, улюбленого Аллахом, Еміра Тимура гураган ... — хай продовжить Аллах його веління на віки!»
Надгробний камінь святого був привезений з Тебріза.
За своїми масштабами мавзолей Ахмеда Ясави дорівнює мечеті Бібі-Ханим в Самарканді (Узбекистан).

## Приміщення мавзолею

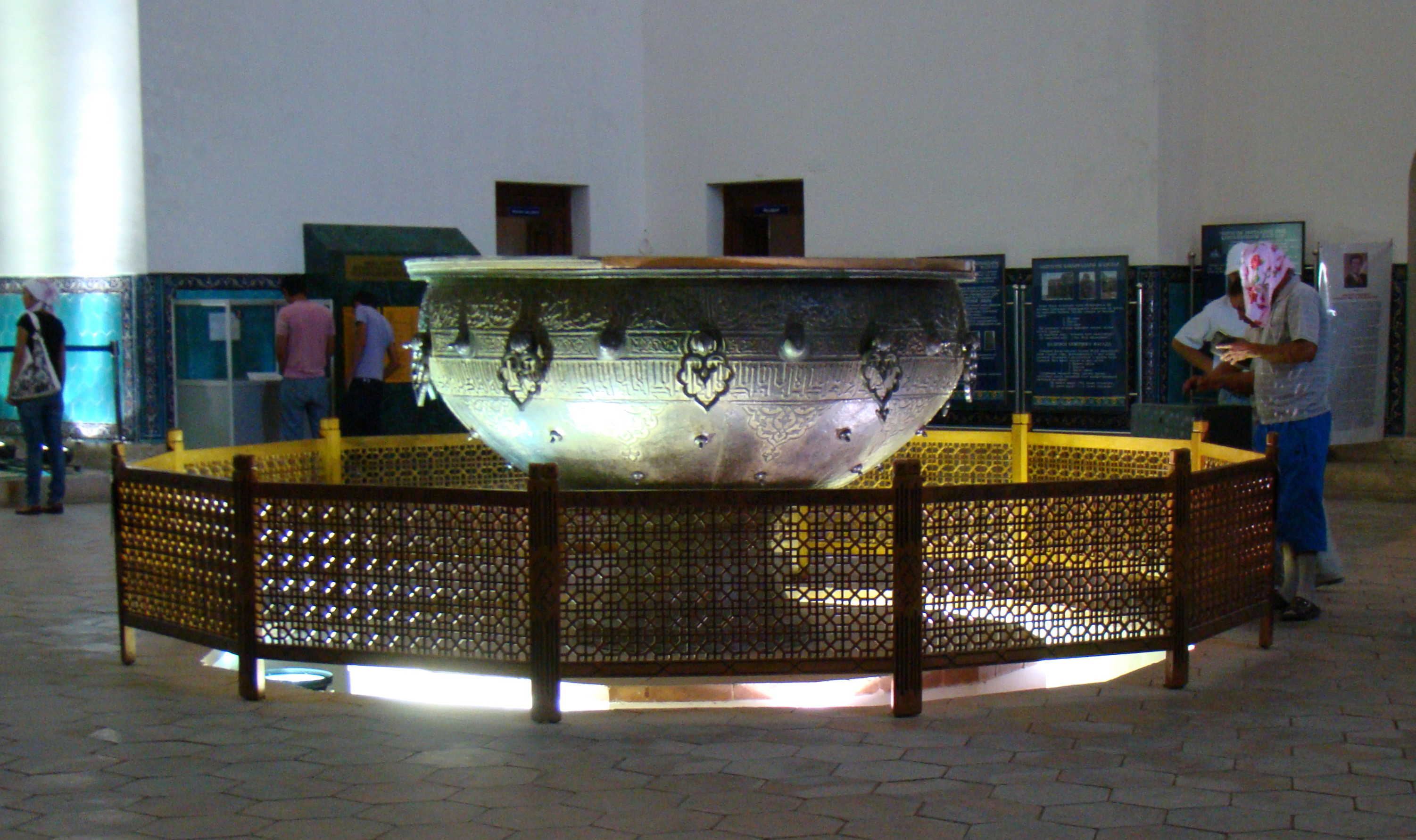
Приміщення казандик. У центрі розміщується тай казан

Мавзолей Ходжі Ахмеда Ясави складається з восьми приміщень різного характеру, які групуються навколо центральної, найбільшої в комплексі зали для тай казана (каз. қазандық): мавзолей, мечеть, велика і мала палацові зали (каз. ақсарай), бібліотека (каз. кітапхана) і господарський комплекс, в який входять кринична (каз. құдықхана), їдальня (каз. асхана), житлові та інші приміщення.

### Казандик
Казандик — приміщення для тай казана. Це парадне приміщення комплексу, квадратне в плані зі сторонами, рівними 18,2 м, вкрите найбільшим зі збережених в Середній Азії сфероконичним куполом з одинарної оболонкою. По осях стін приміщення влаштовані високі стрілчасті ніші, декоровані ганчевими сталактитами. Пропорції приміщення, його висота (39 м), білизна стін в тьмяному освітленні створюють атмосферу спокою, благоговіння і урочистості.

### Усипальниця

План усього мавзолейного комплексу

Усипальниця (каз. кабырхана) Ходжі Ахмеда Ясави — це квадратне (7,5х7,5) купольне приміщення, з неглибокими, але широкими, в половину довжини кожної стіни, арочними нішами. У центрі приміщення надгробок (3,25х2х2,2 м), оздоблений блідо-зеленим орнаментом. Паломники, як правило, сюди не допускалися. Вони здійснювали молитву біля входу в усипальницю.

### Мала мечеть
Мала мечеть (місце для молитов) — одне з найцікавіших приміщень комплексу за конструкцією і декором. Хрестоподібне в плані, воно увінчане дуже незвичайним куполом, ніби вирізаним з перламутру і встановленим на порівняно високому барабані, у якому є світлові прорізи.

### Малий і великий палаци
Палаци, великий і малий, являють собою двосвітлові зали. У XVI-XVIII століттях, коли в місті Туркестані розміщувалась резиденція казахських ханів Старшого и Среднього жузів, вони вживалися як палацові приміщення.
Малий палац — приміщення, де протягом шестисот років ховали найшанованіших людей. Всього тут 43 надгробних камені. Найстаріше поховання 1431 року, найостанніше — 1917 року.
Великий палац — це унікальне палацове приміщення спочатку призначалася для збору дервішів, зборів релігійних громад. У залі проводилися дипломатичні прийоми, військові переговори, збори феодальної знаті. Тут розміщується ханське крісло і скіпетр.
На вході в приміщення великого палацу можна побачити надгробний камінь відомого казахського правителя Абилай хана, який помер в 1781 році.

### Бібліотека
Бібліотека (каз. Кітапхана) примикає до головної зали із заходу, ніби врівноважуючи в плані малий палац, що примикає зі сходу. В цьому залі розміщувалася бібліотека стародавніх рукописних книг, друкованих видань. Також тут переписувалися книги і велося діловодство.

### Їдальня
Їдальня (каз. Асхана), назва залу пов'язана з приготуванням особливої ритуальної страви для паломників. Їжа готувалася протягом доби, готували їжу з пшениці і баранини. Тут збереглися старовинні печі, казан, дерев'яний посуд.

### Кринична
Кринична (каз. Құдиқхана) — приміщення з криницею (каз. Құдиқ), яка, за однією версією була вирита під час будівництва комплексу, щоб забезпечити будівельників водою; за другою версією — під час опору міського населення джунгарам, що вторглися в межі Казахського ханства в XVIII ст. Воду з цієї криниці вважали священною, нею наповнювали тай казан і роздавали прочанам в дні мусульманських свят.

## Реліквії
- Однією з головних визначних пам'яток цього мавзолею є тай казан — найбільша в усьому східному мусульманському світі чаша для води[4]. Вона була, за переказами, відлита зі сплаву семи металів в селі Карнак, в 25 кілометрах від міста Туркестана. Поверхня тайказана прикрашена трьома поясами рельєфних написів на тлі рослинного орнаменту. Верхня говорить, що цей казан для води — дар Тимура споруді, спорудженій в пам'ять про Ходжу Ахмеда Ясави. У середній слова: «Будь благословенний», рік виготовлення казана — 1399 і ім'я майстра — Абдульгазіз ібн Шарафутдинов з Тебриза. У нижній сказано: «Царство Аллаху». Ручки казана мають вигляд квіток лотоса і чергуються з круглими виступами. З 1934 року ця чаша експонувалася в Ленінграді (нині Санкт-Петербург, Росія) в Державному Ермітажі. У 1988 році тай казан був повернутий в мавзолей.

- У приміщенні «казандик» встановлені світильники, деякі з них до цих пір зберігаються тут, а два з них зберігаються в Луврі і Ермітажі. Серед них найбільшу художню цінність являє монументальний бронзовий світильник — також дар Тимура. Він прикрашений рослинною орнаментацією, гравійованими написами та інкрустацією сріблом і золотом. Написи повідомляють ім'я майстра — Ізуддін ібн Таджундін і рік виготовлення — 1397.

### Легенди пов'язані з мавзолеєм
Як говориться в легенді, за розпорядженням Тамерлана над могилою Ходжа Ахмеда Ясаві почалося будівництво мечеті (1338—1405). Усі спроби звести стіни зазнавали невдачі, сильна буря зносила їх, за іншою версією поява зеленого бика, який все руйнував. З'явився уві сні Тимуру святий сказав, що спочатку потрібно побудувати мавзолей над могилою святого Аристан-Баба, а потім над могилою Ходжі Ахмеда Ясаві. Тимур так і зробив. Тому паломники першим відвідують мавзолей Аристан-Баба, а потім мавзолей Ходжі Ахмеда Ясаві.

## Пам'ять

### На монетах

Пам'ятні монети
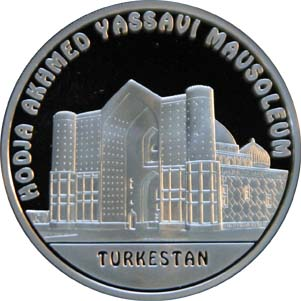
Срібна монета Республіки Казахстан — Серія «Знамениті мечеті світу» — 100 тенге
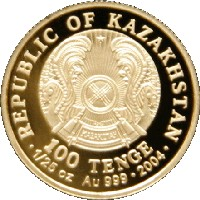
Золота монета Республіки Казахстан. Сатродавній Туркестан. Аверс. 100 тенге. Золото 999-й пробы
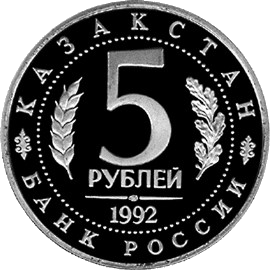
Монета Банка Росії випущена в пам'ять про мавзолей Ходжі Ахмеда Ясаві в Туркестані (аверс)
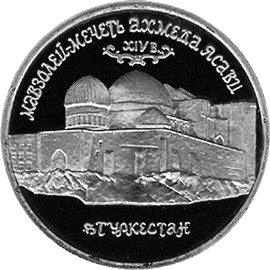
Реверс монети Банка Росії

### На банкнотахтеньге

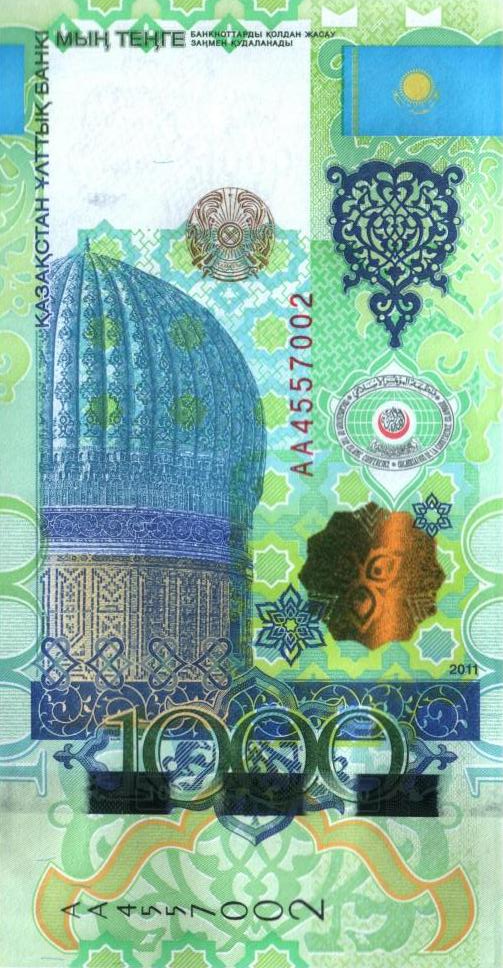
Купол мавзолею Ходжі Ахмеда Ясаві на пам'ятній банкноті 1000 теньге 2001 року (аверс).
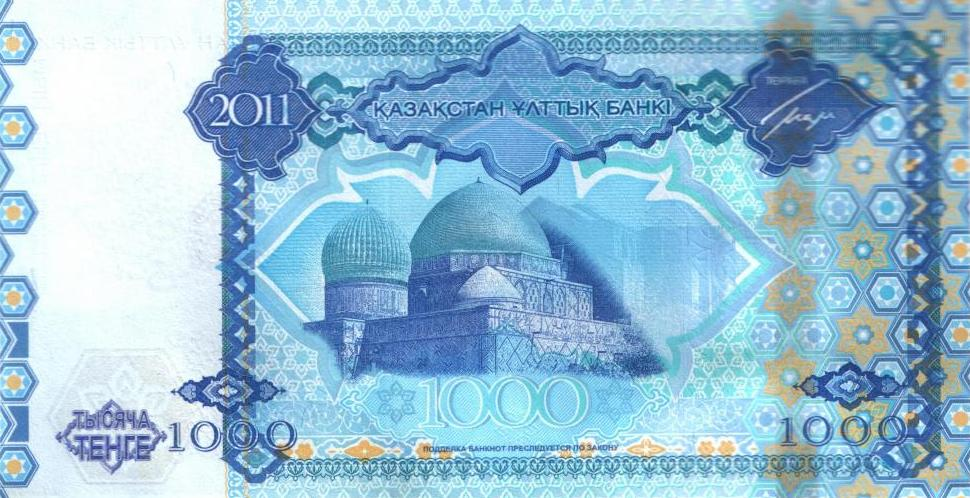
Мавзолей Ходжі Ахмеда Ясаві на пам'ятній банкноті 1000 теньге 2001 року (реверс).
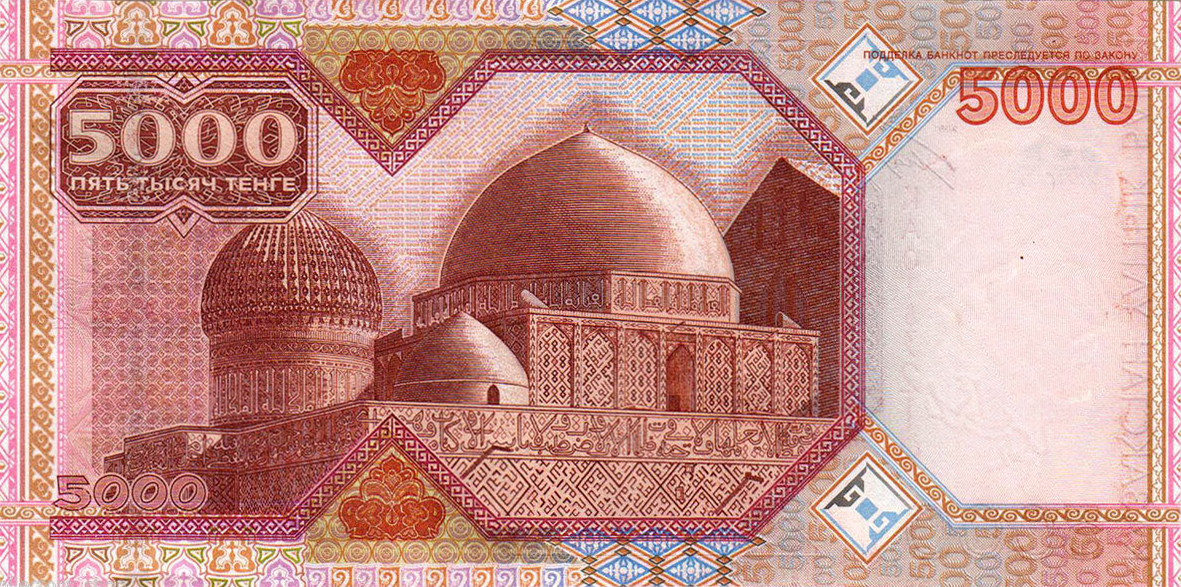
Купол мавзолею Ходжі Ахмеда Ясаві на банкноті 5000 теньге 2001 року (реверс).
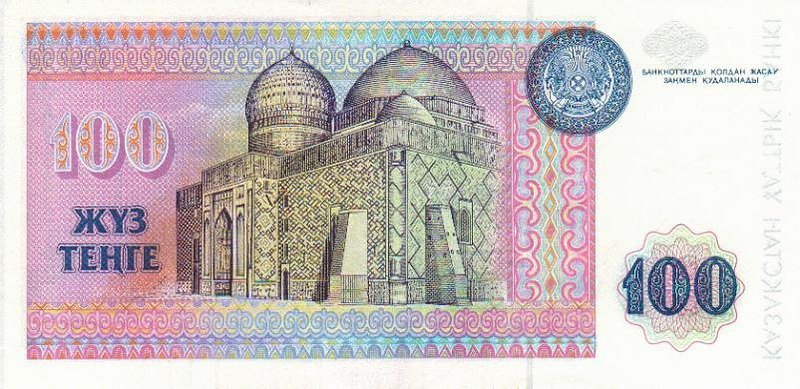
Мавзолей Ходжі Ахмеда Ясаві на банкноті 100 теньге 1993 року (реверс).

### У філателії

Поштові марки
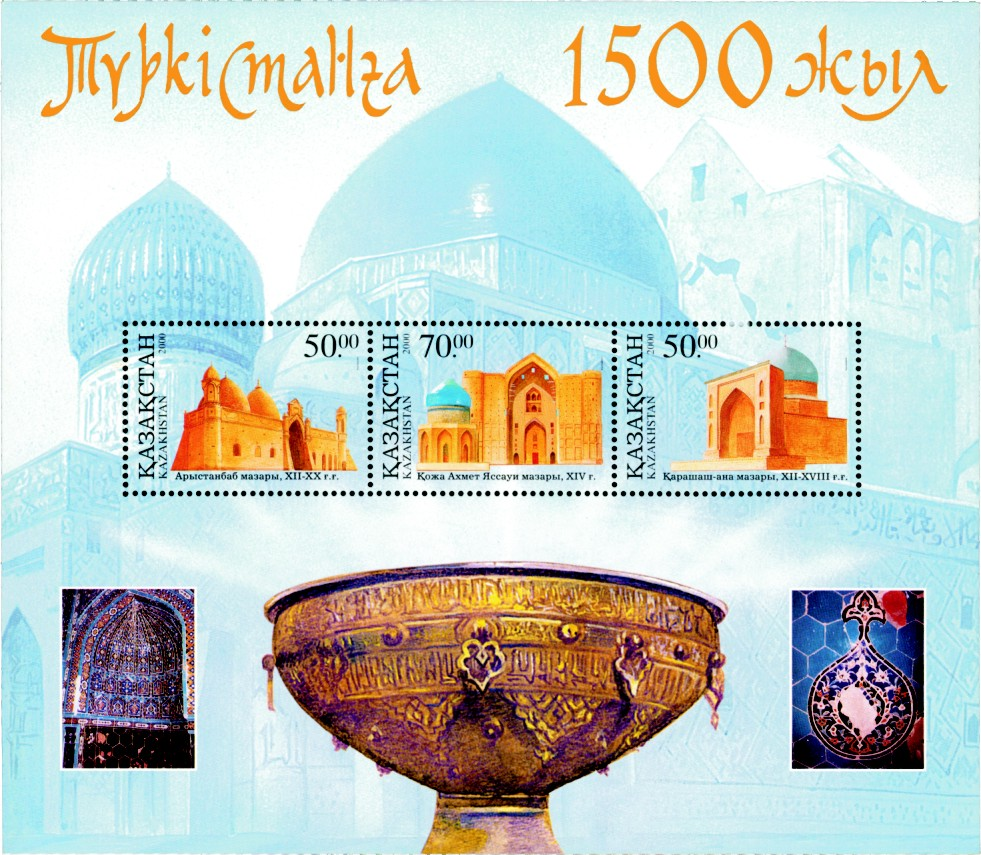
Тай казан на пам'ятній поштовій марці Казахстану, присвяченій 1500-літтю Туркестана
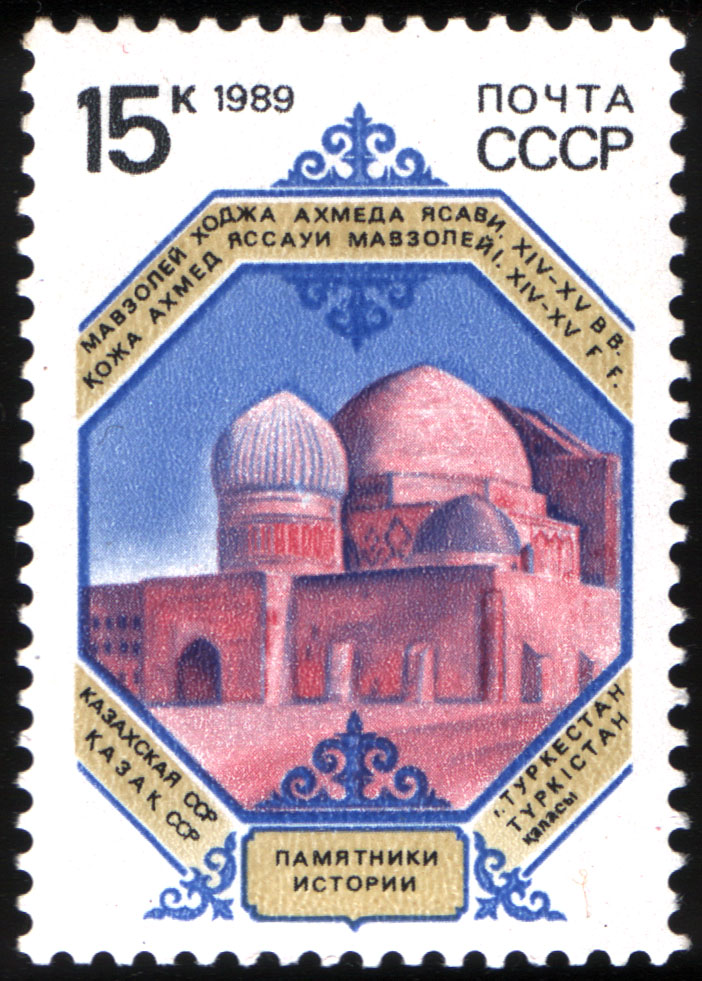
Марка СССР. Пам'ятки історії. Туркестан. Мавзолей Ходжа Ахмеда Ясаві, 1989 рік

## Фотогалерея

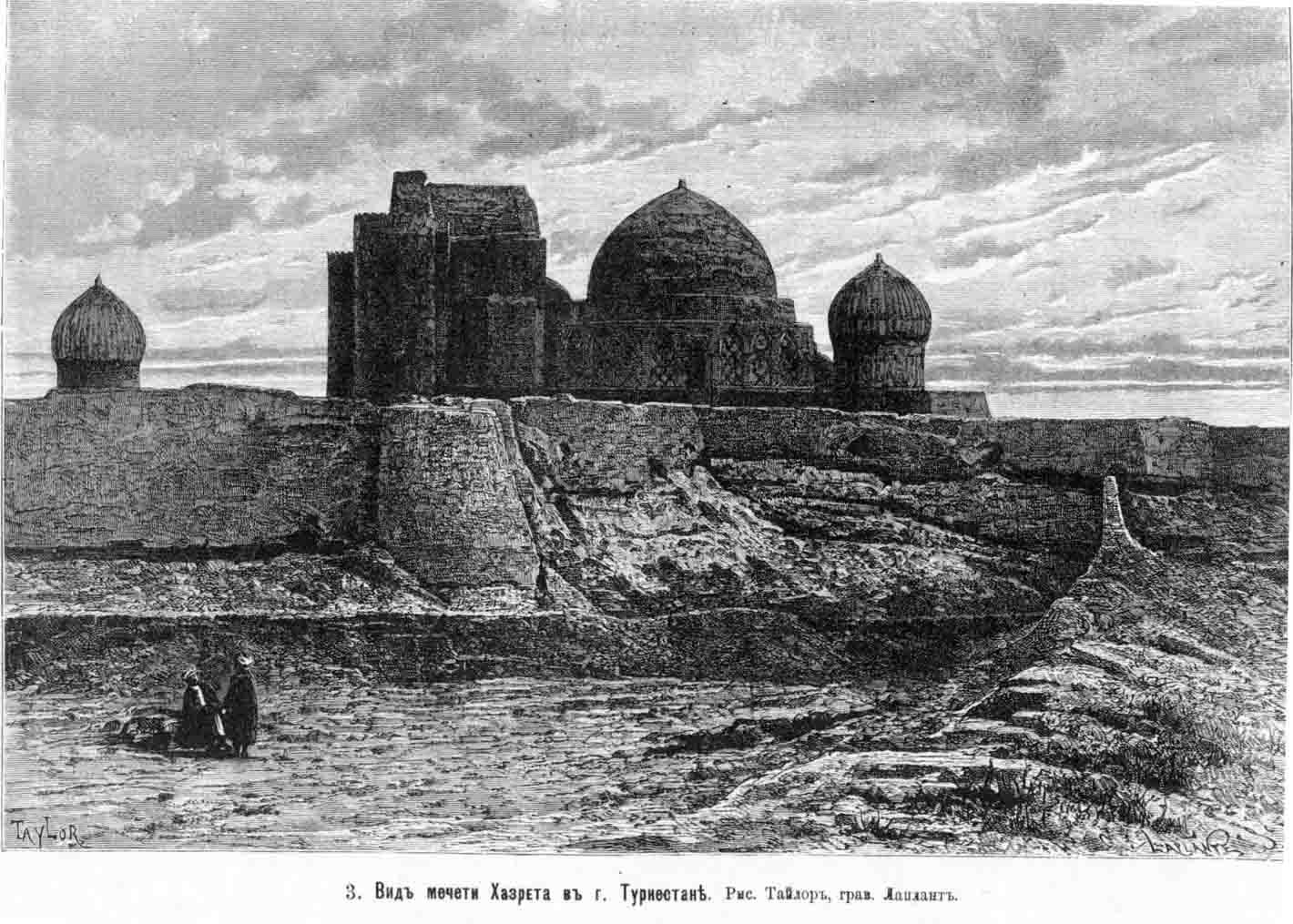
Старий рисунок міста Туркестан, фото вперше опубліковано 1879 року.
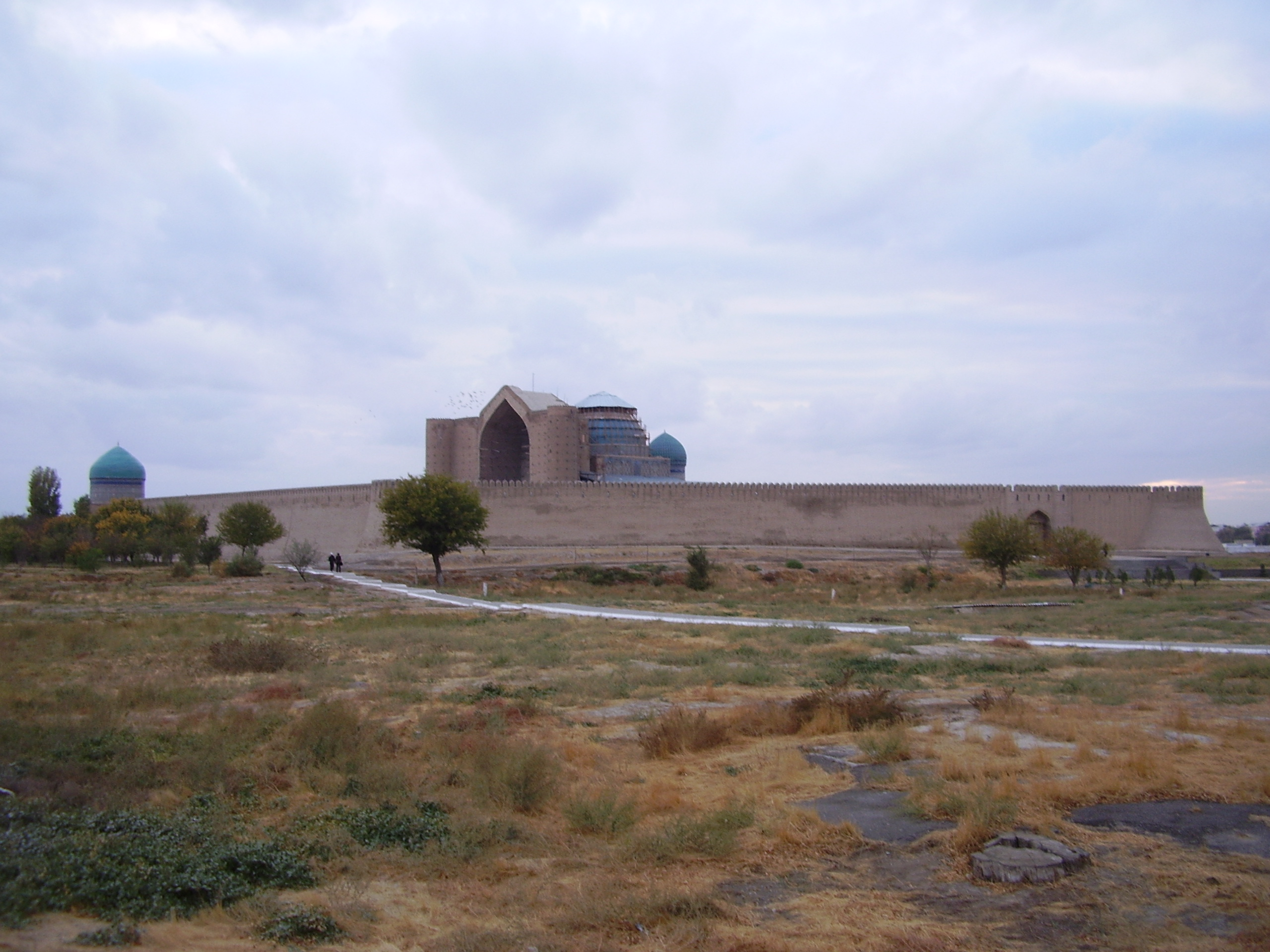
Стіна середньовічної міської цитаделі (реконструкція). На дальньому плані - ханака Ахмеда Ясаві.
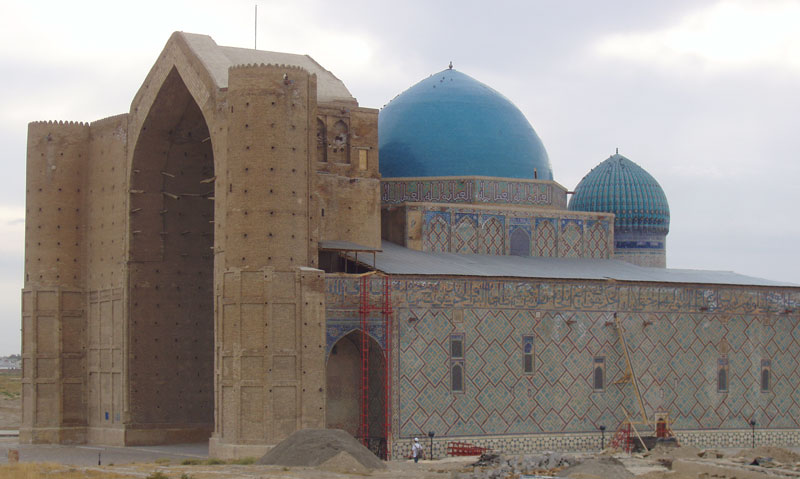
Мавзолей краєвид зі східного боку.
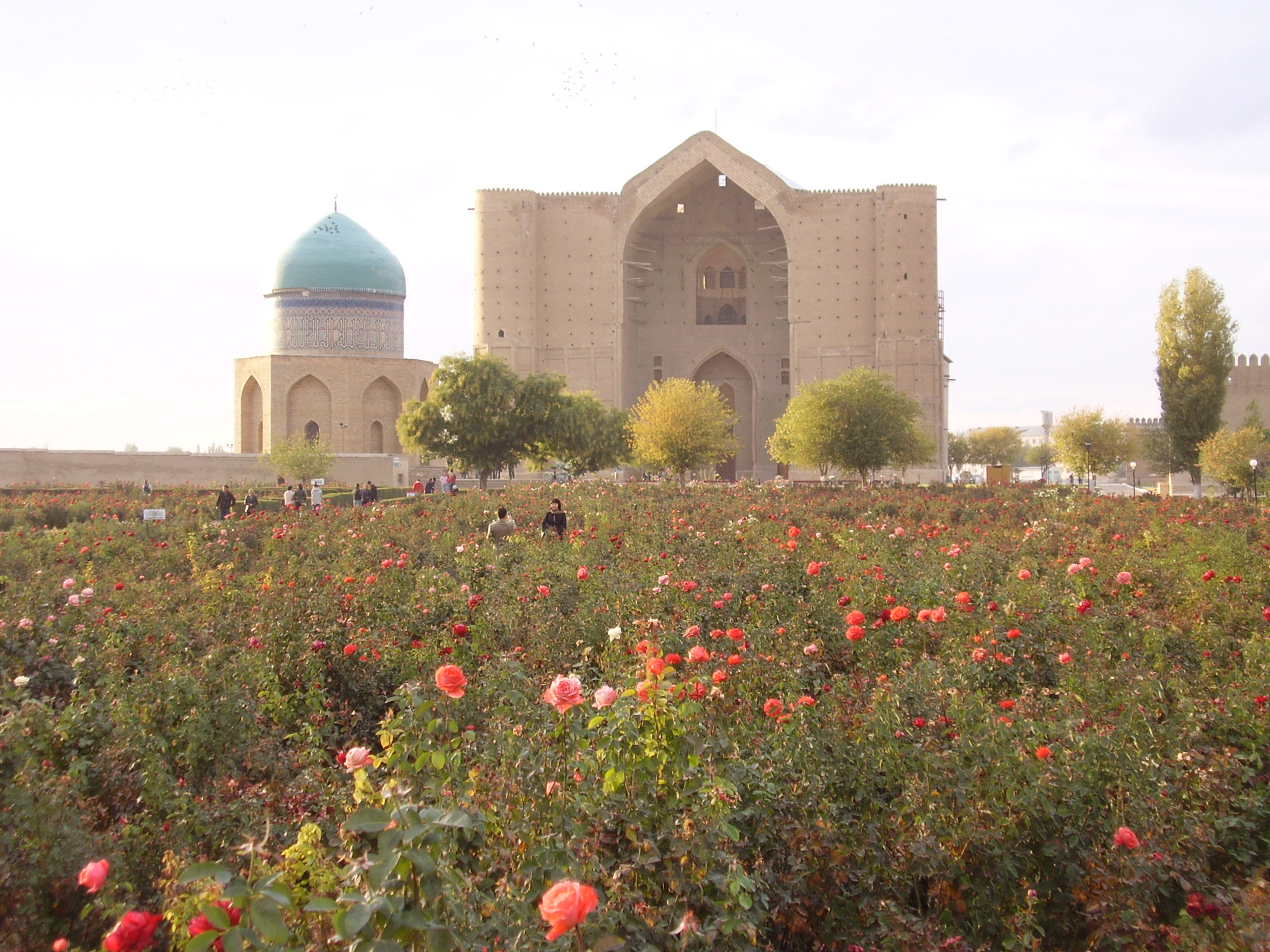
Мавзолей краєвид з південного боку, на ближньому плані видно мавзолей Рабіги Султан Бегим.
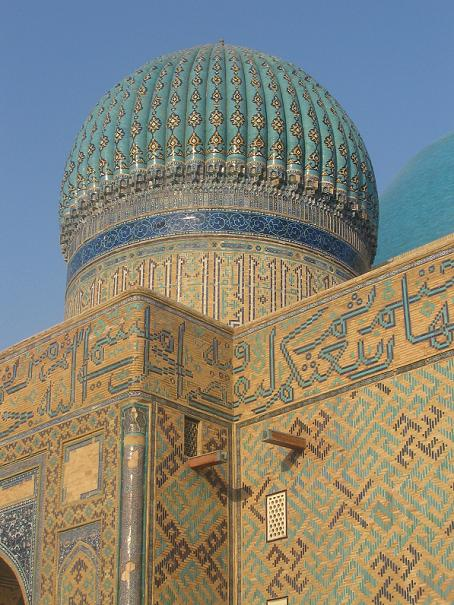
Північний бік мавзолею, купол над могилою Ходжі Ахмеда Ясаві.
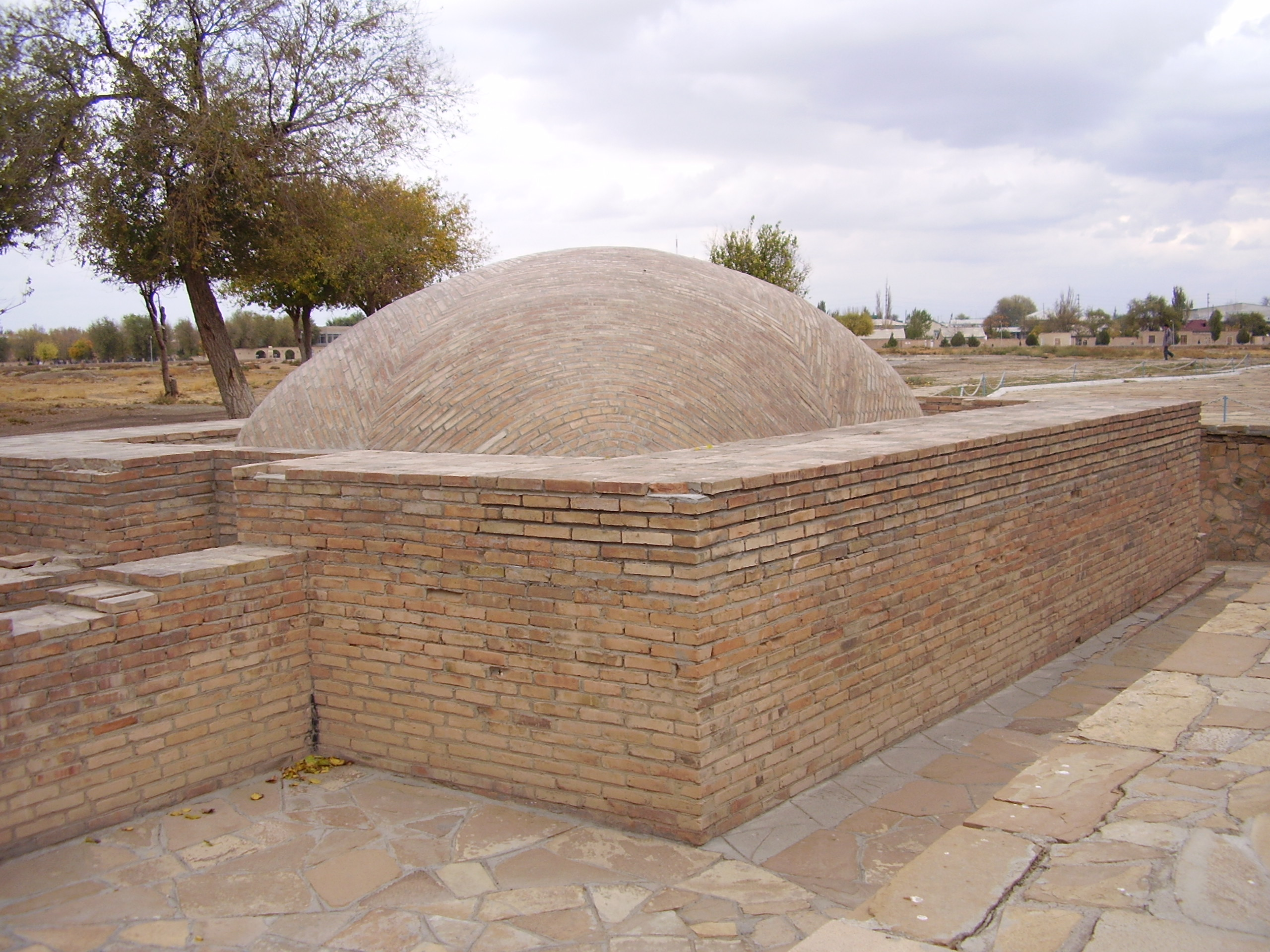
Шильдехана — середньовічна культові суфійська споруда. Розташована в 22 м на північний-західвід ханаки Ахмеда Ясаві.
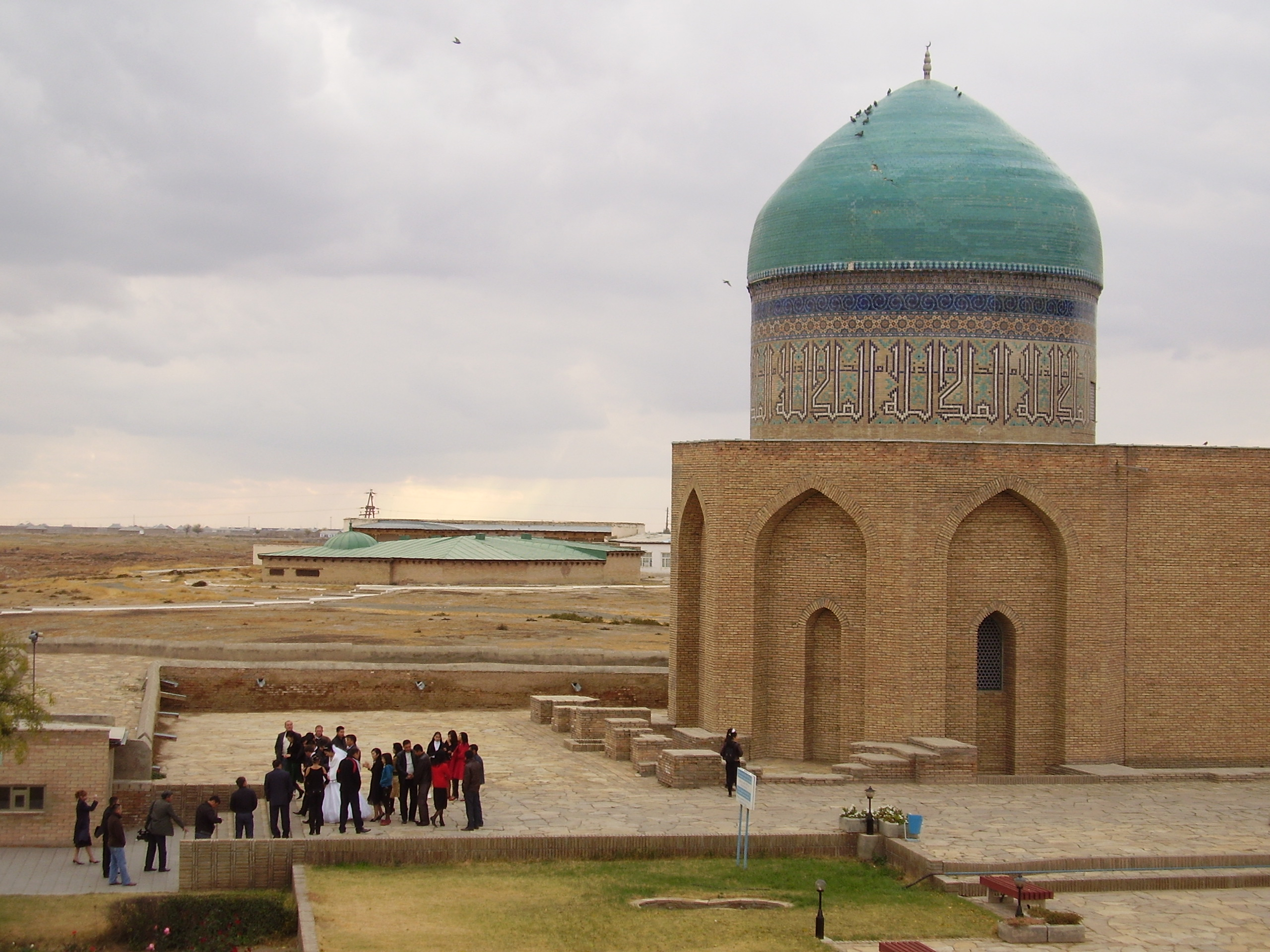
Мавзолей Рабіги Султан Бегим, на дальньому плані — дах над «Великим Хільветом», середньовічною суфійською культовою підземною спорудою, тепер перетвореним на музей.
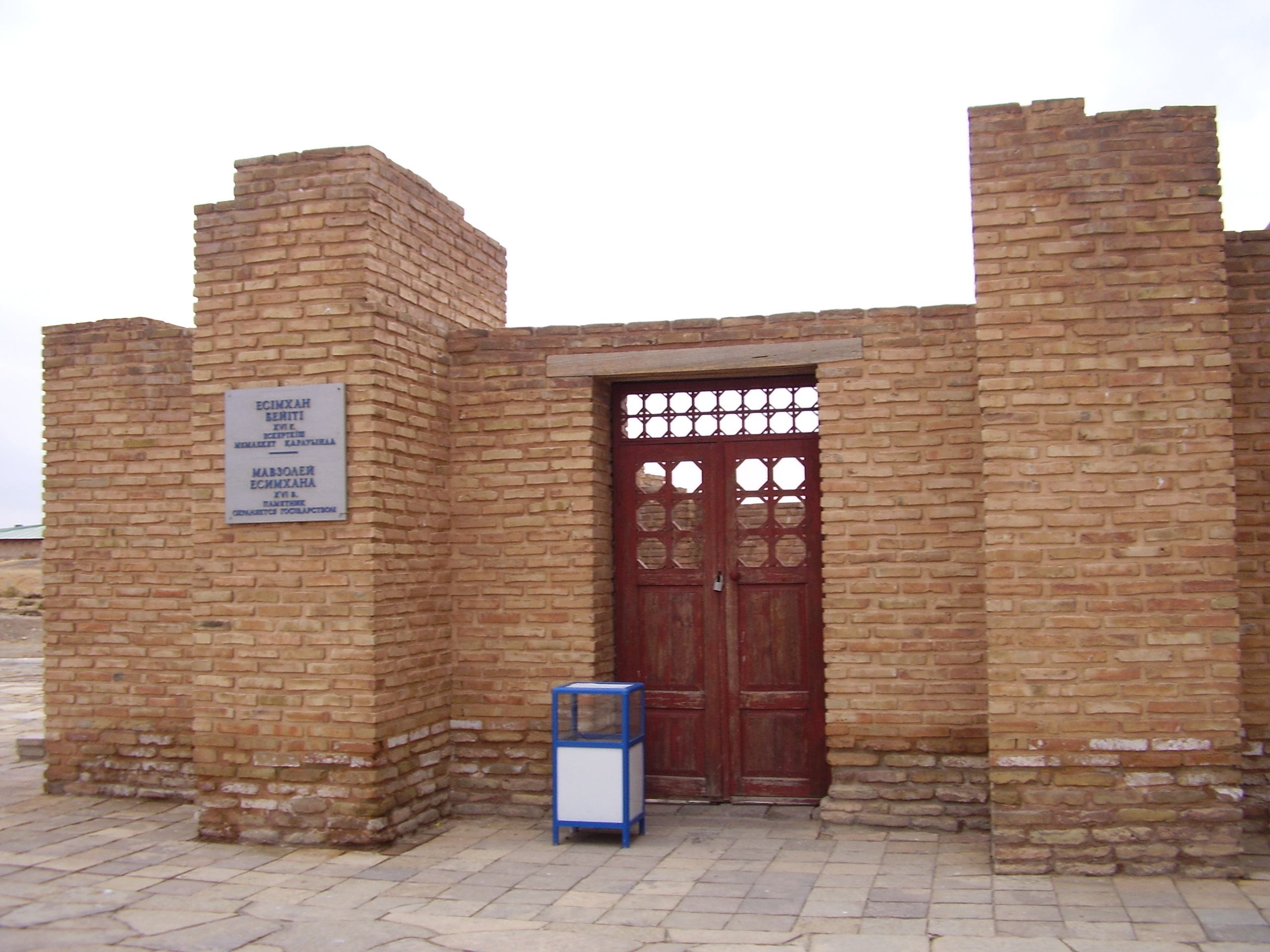
Мавзолей Єсимхана. Розташований в 12 м на південь від західного мінарета ханаки Ахмеда Ясаві.
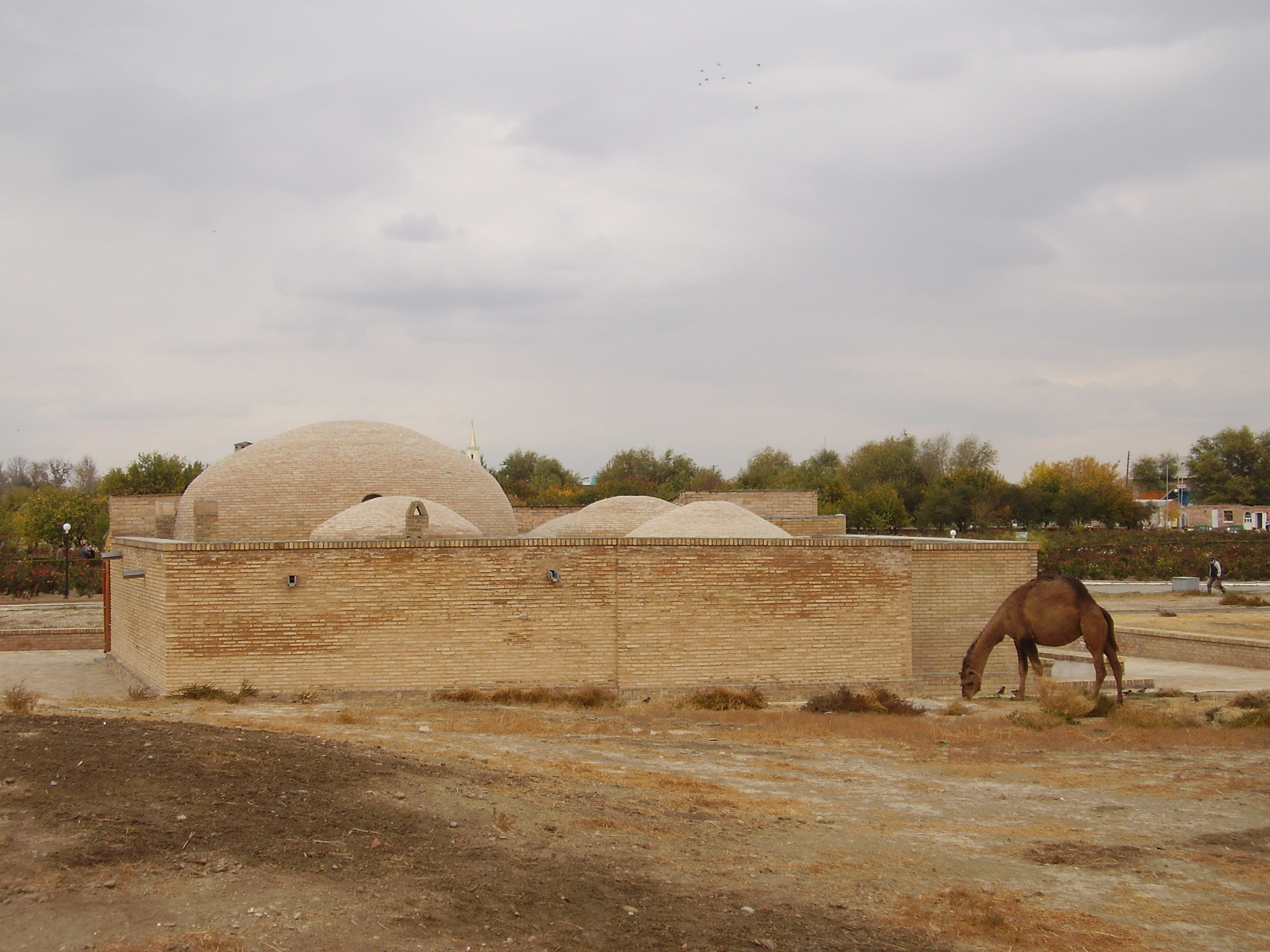
Музей «Східна вежа», реконструйована споруда XVI-XVIII століть. Розташована в 150 м на південь від ханаки Ахмеда Ясаві